# NGC 2149
NGC 2149 est une nébuleuse par réflexion situé dans la constellation de la Licorne. Cette nébuleuse a été découvert par l'astronome français Édouard Stephan en 1877.